# Rothschildiana kopsteini
Rothschildiana kopsteini är en loppart som först beskrevs av Jordan 1931.  Rothschildiana kopsteini ingår i släktet Rothschildiana och familjen mullvadsloppor. Inga underarter finns listade i Catalogue of Life.